# Grant Morrison

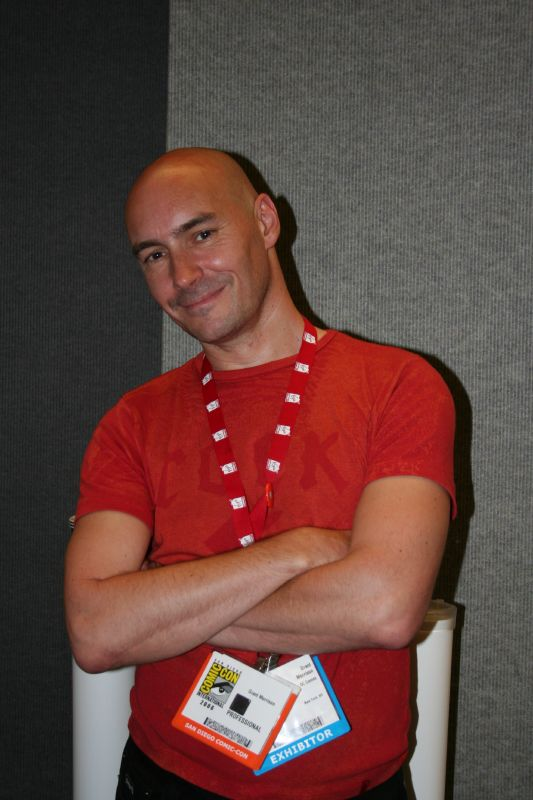
Grant Morrison (2006)

Grant Morrison (* 31. Januar 1960 in Glasgow) ist ein schottischer Comicautor.

## Leben und Arbeit
Grant Morrison begann in den 1980er-Jahren als hauptberuflicher Comicautor zu arbeiten. Zunächst verfasste Morrison einzelne Kurzgeschichten für britische Comiczeitschriften wie Near Myths und erhielt schließlich erste feste Engagements als Schreiber des Comicstrips Captain Clyde, der einmal wöchentlich in der Tageszeitung The Govan Press erschien, sowie der Sci-Fi-Serie DC Thompson's Starblazer.
Mitte der 1980er erhielt Morrison schließlich Gelegenheit für renommierte Comiczeitschriften wie 2000 AD zu schreiben und sich so endgültig als gefragter Autor der britischen Comicszene zu etablieren. Eine besonders populäre Arbeit aus dieser Zeit ist die von Morrison und Steve Yeowell geschaffene Reihe Zenith, die versuchte, das US-amerikanische Genre des Superhelden-Comics zu dekonstruieren.
1989 gelang es Morrison, auf dem amerikanischen Markt Fuß zu fassen und konnte einen ersten Achtungserfolg mit der bei DC Comics erschienenen Graphic Novel Arkham Asylum: A Serious House on Serious Earth erzielen. Morrisons künstlerischer Partner dabei war der Maler Dave McKean. Zur gleichen Zeit begann Morrison als Stammautor für die, sich in erster Linie an ein erwachsenes Publikum richtenden, Serien Doom Patrol und Animal Man zu betätigen, die in DCs Vertigo-Imprint erschienen. Hinzu kamen einige Ausgaben der Serie Batman: Legends of the Dark Knight (#6-10). Gemeinsam war all diesen Arbeiten die Neigung, Handlung und Charakterzeichnung der Figuren durch die Ergänzung surrealer Züge zu verzerren: In diesem Sinne stellte Morrison Batmans Erzfeind, den mörderischen Joker, in Arkham Asylum als einen Transvestiten dar, und interpretierte die bislang unidentifizierte, ominöse Krankheit des psychotischen Batman-Widersachers Clayface, die seit der Einführung der Figur stets als Hauptansporn für seine mörderischen Taten angeführt worden war, als eine Allegorie auf die in den 1980er-Jahren grassierende Immunschwächekrankheit AIDS.
Dem europäischen Markt blieb Morrison indessen durch die Reihe St. Swithin's Day, die beim britischen Verlag Trident Comics erschien, verbunden. St. Swithin's Day und Morrisons folgendes Projekt, The New Adventures of Hitler, waren dabei während des Großteils ihrer Laufzeit von heftigen Kontroversen überschattet. So kritisierten britische Zeitungen und einige Parlamentarier, wie Teddy Tylor, die Anti-Thatcher-Haltung von St. Swithin's Day, während die Adventures of Hitler schon alleine aufgrund der Wahl des Hauptcharakters – des deutschen Diktators Adolf Hitler in seinen Jugendjahren – vielfach als eine Provokation gewertet wurde.
In den frühen 1990er-Jahren widmete Morrison sich zunächst Projekten wie Kid Eternity (mit Duncan Fegredo) und Dan Dare (mit Zeichner Rian Hughes), und schuf gemeinsam mit dem Zeichner Daniel Vallely die im britischen Comicmagazin Crisis (#55-61) erschienene Reihe Bible John - A Forensic Meditation, die von den Taten eines Serienkillers handelt.
Gemeinsam mit Mark Millar gestaltete Morrison danach einige Geschichten der Reihen Judge Dredd und Big Dave für das Comicmagazin 2000 AD und begann sich schließlich voll auf die Arbeit für das von DC ins Leben gerufene Vertigo-Imprint zu konzentrieren. Für Vertigo arbeitete Morrison in den folgenden Jahren an Miniserien wie Sebastian O, Flex Mentallo (mit Zeichner Frank Quitely), Kill Your Boyfriend (mit Philip Bond) und der Graphic Novel The Mystery Play.
1996 übernahm Morrison den Job des Autors für den erneuerten Superhelden-Klassiker Justice League of America und betreute diesen knapp vier Jahre lang bis ins Jahr 2000. Als künstlerische Partner wurden Morrison der Zeichner Howard Porter und Tuschezeichner John Dell zur Seite gestellt. Parallel zur Arbeit an JLA schrieb Morrison 1998 die Miniserie DC One Million, die den Kern eines serienübergreifenden Crossovers bildet, in dem die Hauptfiguren aus Morrisons JLA-Serie (Batman, Superman, Wonder Woman, Martian Manhunter u. a.) in die ferne Zukunft des 853. Jahrhunderts verschlagen werden und dort eine Reihe futuristischer Abenteuer bestehen müssen, die sich quer durch die Miniserie, sowie die einzelne Ausgaben der fortlaufenden eigenen Serien der verschiedenen Figuren zogen. Darüber hinaus skriptete Morrison zu dieser Zeit einige Ausgaben der Serien The Flash (Nr. 130–138) und Aztek, the Ultimate Man (Nr. 1–10) für DC, sowie die ambitionierte, mit politischen und popkulturellen Anspielungen und magischen Reflexionen angefüllte Serie The Invisibles für Vertigo.
Mit der Graphic Novel JLA: Earth 2 legte Morrison im Jahr 2000 die vorerst letzte Arbeit für DC vor, danach wechselte morrison zu Marvel Comics und übernahm dort die Serie New X-Men. Im Anschluss daran schrieb Morrison die sechsteilige Miniserie Marvel Boy und einige Ausgaben der langlebigen Science-Fiction-Serie Fantastic Four.
2004 kehrte Morrison mit drei neuen Miniserien zu Vertigo zurück: Seaguy, WE3 und Vimanarama. Die Serien handeln von den Erlebnissen eines pikaresken Helden nach Art der Schelmenromane, dessen Abenteuer in einer nach-utopischen Welt angesiedelt sind, die keine Verwendung für ihn hat (Seaguy), kybernetisch „verbesserten“ Haustieren, die ihren Besitzern davonlaufen (WE3), und einem antiken pakistanischen Mythos der den Erzählmöglichkeiten und der Ästhetik eines modernen amerikanischen Comics angepasst worden ist (Vimanarama). Zeichnerisch wurde Morrison dabei unter anderem erneut von Quitely unterstützt.
2005 betätigte Morrison sich erneut als Autor von „Mainstream-Comics“ für DC. In diesem Zusammenhang verfasste Morrison zunächst eine mehrteilige Geschichte für die Serie JLA: Classified und begann sich dem als Opus magnum angelegten Projekt Seven Soldiers of Victory zu widmen. Seven Soldiers umfasste nach Abschluss des Projektes insgesamt sieben je vierteilige, miteinander verknüpfte Miniserien (The Manhattan Guardian, Mister Miracle, Klarion the Witch Boy, Bulleteer, Frankenstein, Zatanna und Shining Knight) und zwei „Bookend“-Hefte, die die Miniserien zusammenführen, also insgesamt dreißig Hefte, die neben einer breit angelegten Abenteuergeschichte mit phantasievollen Neuinterpretationen altbekannter Figuren aufwarten.
Zwischen 2006 und 2007 beteiligte Morrison sich im Autorenensemble mit Keith Giffen, Geoff Johns, Mark Waid und Greg Rucka an der Betreuung der Serie 52 (Nr. 1–52). Gleichzeitig übernahm Morrison die eigens ins Leben gerufene Serie All Star Superman und präsentierte dort eine Neuinterpretation der Herkunftsgeschichte und der Abenteuer des Science-Fiction-Helden vom Planeten Krypton. All Star Superman wurde dabei nicht nur kommerziell ein großer Erfolg, sondern wurde auch von den Kritikern viel gelobt: So wurde sie unter anderem 2006 mit dem Eisner Award, dem bedeutendsten US-amerikanischen Comicpreis, in der Kategorie „Beste Neue Serie“, und 2007 mit dem Eisner Award als „Beste fortlaufende Serie“ prämiert.
Große Aufmerksamkeit, so etwa ausführliche Berichte in Online- und Printmedien wie Spiegel Online und Die Zeit, erreichte Morrisons 2006 begonnener Run an der Serie Batman. Diese Beachtung ist wohl vor allem der Verlagsankündigung vom Januar 2008 zu schulden, dass der Titelheld, der nächtliche Rächer Batman, in Morrisons Abschluss-Storyline Batman R.I.P. ums Leben kommen soll. Künstlerisch wird Morrison bei dieser Arbeit von den Zeichnern Andy Kubert und Jesse Delperdang als Partner unterstützt.
2006 verfasste Morrisons die unter DCs Wildstorm-Imprint erfolgten Neuauflagen der Serien WildC.A.T.s und The Authority die visuell von den Zeichnern Gene Ha und Jim Lee umgesetzt werden.
2009 erschien eine autorisierte Biografie Morrisons aus der Feder des britischen Journalisten Craig McGill, der die Arbeit an dem Buch 2003 begann.
Im Oktober 2020 gab Morisson an, sich seit früher Jugend als nichtbinär (genderqueer) und als Cross-Dresser zu identifizieren. Morrison benutzt für sich im Englischen das geschlechtsneutrale Pronomen they/them.

### Arbeiten außerhalb der Comicbranche
Arbeiten, die Grant Morrison für andere Medien verfasst hat, sind die Rahmenhandlungen der Videospiele Predator: Concrete Jungle und Battlestar Galactica (erschienen bei Vivendi Universal), sowie die Bühnendramen Red King Rising (1989) und Depravity about Aleister Crowley. Beide Stücke wurden von dem Edinburgher Theater Oxygen House umgesetzt. Während Red King Rising sich der Beziehung zwischen Lewis Carroll und Alice Liddell, dem Vorbild für die Hauptfigur von Carrolls Kinderbuch Alice im Wunderland, widmet, handelt Depravity about Aleister Crowley vom Leben des gleichnamigen Mystikers. Beide Stücke wurden mit dem First Award, einem britischen Theaterpreis für unabhängige Produktionen, sowie mit dem Evening Standard Award in der Kategorie „Neues Drama“ prämiert und in gesammelter Form in dem Prosaband Lovelyy Biscuits (1999) als Buch veröffentlicht.
Im selben Jahr besorgten Morrison und Quitely das Design für Verpackung und Cover von Robbie Williams’ Album Intensive Care, das sie mit intrikaten Tarotkartenmotiven versahen.
Im Jahr 2008 schrieb Morrison das Drehbuch zu Area 51, einer Verfilmung des gleichnamigen Videospiels von Midway.
2011 erschien Morrisons erstes Buch, mit dem Titel Supergods. Die deutsche Ausgabe erschien 2013 im Hannibal Verlag unter dem Namen Superhelden – Was wir Menschen von Superman, Batman, Wonder Woman & Co lernen können.
Morrison war an der Entwicklung der im Juli 2020 angelaufenen Serie Brave New World , die auf dem Buch Schöne neue Welt basiert, beteiligt.

### Preise und Auszeichnungen
Die Betreiber und Kunden des Brancheninformationsdienstes „Comic Book Resources“ wählten Grant Morrison 2006 zum zweitbeliebtesten „Comicautor aller Zeiten“, einen Platz hinter Alan Moore und einen Platz vor Neil Gaiman. 2012 erhielt Morrison den British Fantasy Award für Supergods: Our World in the Age of the Super Hero als bestes Sachbuch.

## Werke
- 2011: Supergods: Our World in the Age of the Super Hero. Jonathan Cape, London 2011, ISBN 978-0-224-08996-8 (englisch).
  - deutsch: Superhelden – Was wir Menschen von Superman, Batman, Wonder Women & CO lernen können. Aus dem Englischen von Paul Fleischmann. Hannibal, Höfen 2013, ISBN 978-3-85445-418-2.